# Pierre Gascar
Pierre Fournier  (n. 13 martie 1916, Paris, Franța – d. 20 februarie 1997, Lons-le-Saunier, Franche-Comté⁠(d), Franța), cunoscut mai bine după pseudonimul Pierre Gascar, a fost un scriitor francez, jurnalist, critic literar, eseist și scenarist care a câștigat Premiul Goncourt în 1953 pentru romanul Les Bêtes.

## Biografie
Născut la Paris în 1916 într-o familie de muncitori, Pierre Gascar a trăit o parte din copilărie în Périgord după ce mama sa a fost internată. Copilăria sa tulburată îl va inspira mai târziu să scrie La Graine și Meilleur de la Vie. Revenit la Paris după terminarea liceului, s-a implicat în politica de stânga și a început să se asocieze cu scriitori. Întemnițarea sa într-un stalag german în timpul celui de-al doilea război mondial i-a influențat puternic scrisul în acea perioadă. În Le temps des Morts, Gascar povestește timpul petrecut lucrând ca gropar la lagărul de prizonieri Rava-Ruska din Ucraina, timp în care a fost recrutat pentru a găsi evreii care se ascundeau în zonă.
Gascar a devenit jurnalist după sfârșitul războiului. În 1953, după ce a câștigat Premiul Goncourt pentru Les Bêtes și Le temps des morts, a decis să se dedice în întregime operei sale literare. Scrierea sa, caracterizată printr-o explorare a relației dintre plante, animale și oameni, a început să câștige o mai mare apreciere din partea publicului larg. A început să scrie biografii, concentrându-se pe personalități în care a recunoscut părți din sine, cum ar fi setea de cunoaștere, independența și sentimentele sale de neliniște. Printre persoanele despre care a scris s-au numărat Humboldt, Buffon și Bernard Palissy. În afară de opera sa biografică, a început să scrie studii despre natură, adoptând o abordare poetică și filosofică. Principalele lucrări de acest gen includ Le présage, Les sources și Le règne végétal.
Scenariul filmului lui Georges Franju Les Yeux sans visage (1960) a fost în mare parte scris de Gascar. Alte lucrări includ piese de teatru, în special Les pas perdus, cărți ilustrate și prefațe.
După ce a câștigat Marele Premiu al Academiei Franceze, a câștigat Premiul Roger Caillois în 1994. Gascar a împărtășit fascinația lui Caillois pentru lumea naturală, păstrând totuși un accent ferm asupra relației sale cu societatea umană.
A murit în 1997. Majoritatea lucrărilor sale au fost publicate de Éditions Gallimard.

## Lucrări
- Les Meubles, Gallimard, Paris, 1949 : 260 p. (ISBN: 2-07-022671-9)
- Le visage clos, Gallimard, Paris, 1951 : 224 p. (ISBN: 2-07-022672-7)
- Les Bêtes, Gallimard, Paris, Premiul Goncourt în 1953, 1978 : 210 p. (ISBN: 2-07-029925-2)
- Le temps des morts, Gallimard, Paris, 1953, 1998 (Le rêve russe): 176 p. (ISBN: 2-07-022673-5)
- Chine Ouverte, Gallimard, Paris, 1955 : 188 p. (ISBN: 2-07-022675-1)
- Les Femmes, Gallimard, Paris, 1955, 1997 : 210 p. (ISBN: 2-07-022676-X)
- La graine, Gallimard, Paris, 1955 : 216 p. (ISBN: 2-07-022674-3)
- L'herbe des rues, Gallimard, Paris, 1956 : 216 p. (ISBN: 2-07-022677-8)
- Les pas perdus, Gallimard, Paris, 1958 : 240 p. (ISBN: 2-07-022680-8)
- Voyage chez les vivants, Gallimard, Paris, 1958 : 264 p. (ISBN: 2-07-022678-6)
- La barre de corail & Les aveugles de Saint-Xavier, Gallimard, Paris, 1958 : 232 p. (ISBN: 2-07-022679-4)
- Soleils, Gallimard, Paris, 1960 : 160 p. (ISBN: 2-07-022681-6)
- Le fugitif, Gallimard, Paris, 1961 : 320 p. (ISBN: 2-07-022682-4)
- Les moutons de feu, Gallimard, Paris, 1963 : 336 p. (ISBN: 2-07-022684-0)
- Le meilleur de la vie, Gallimard, Paris, 1964 : 336 p. (ISBN: 2-07-022683-2)
- Les Charmes, Gallimard, Paris, 1965 : 280 p. (ISBN: 2-07-022685-9)
- Histoire de la captivité des français en Allemagne (1939–1945), Gallimard, Paris, 1967: 320 p. (ISBN: 2-07-022686-7)
- Auto, Gallimard, Paris, 1968 : 108 p. (ISBN: 2-07-027023-8)
- Les Chimères, Gallimard, Paris, 1969 : 232 p. (ISBN: 2-07-027024-6)
- L'arche, Gallimard, Paris, 1971 : 240 p. (ISBN: 2-07-027769-0)
- Rimbaud et la Commune, Gallimard, Paris, 1971 : 192 p. (ISBN: 2-07-035229-3)
- Le présage, Gallimard, Paris, 1972 : 192 p. (ISBN: 2-07-028270-8)
- Les sources, Gallimard, Paris, 1975 : 272 p. (ISBN: 2-07-029230-4)
- Charles VI, le bal des ardents, Gallimard, Paris, 1977 : 280 p. (ISBN: 2-07-029751-9)
- Le boulevard du crime, Hachette/Massin, Paris, 1980 : 156 p. (ISBN: 2010075129)
- L'ombre de Robespierre, Gallimard, Paris, 1980 : 336 p. (ISBN: 2-07-028620-7)
- Les secrets de maître Bernard – Bernard Palissy et son temps, Gallimard, Paris, 1980 : 288 p. (ISBN: 2-07-028391-7)
- Le règne végétal, Gallimard, Paris, 1981 : 180 p. (ISBN: 2-07-024882-8)
- Gérard de Nerval et son temps, Gallimard, Paris, 1981 : 336 p. (ISBN: 2-07-023533-5)
- Buffon, Gallimard, Paris, 1983 : 267 p. (ISBN: 2-07-070007-0)
- Le fortin, Gallimard, Paris, 1983 : 176 p. (ISBN: 2-07-070008-9)
- Humboldt l'explorateur, Gallimard, Paris, 1985 : 216 p. (ISBN: 2-07-070570-6)
- Le diable à Paris, Gallimard, Paris, 1984 : 224 p. (ISBN: 2-07-070257-X)
- Pour le dire avec des fleurs, Gallimard, Paris, 1988 168 p. (ISBN: 2-07-071385-7)
- Album Les écrivains de la révolution, Gallimard, Paris, 1989 320 p. (ISBN: 2-07-011160-1)
- Portraits et Souvenirs, Gallimard, Paris, 1991 : 204 p. (ISBN: 2-07-072202-3)
- La friche, Gallimard, Paris, 1993 : 168 p. (ISBN: 2-07-073608-3)
- Montesquieu, Flammarion, Paris, 362 p 1988 (ISBN: 2-08-066178-7)
- L'homme et l'animal, Albin Michel, 2000, 1986, 1974 (ISBN: 2-22-600093-3)
- Du côté de chez Monsieur Pasteur, Paris, Odile Jacob, 1986 (ISBN: 978-2-02-009353-8)
- Aïssé, Paris, Actes sud, 1998, 286 p (ISBN: 2-74-271858-3)
- Le transsibérien, Paris, Actes sud, 1998, 55 p (ISBN: 2-74-271859-1)
- Le bestiaire d'Horvat, Paris, Actes sud, 1995, 55 p (ISBN: 2-74-270373-X)
- Ce difficile accord avec le monde, vertiges du présent, Paris, Arthaud, 1962
- Normandie, Paris, Arthaud, 1962, (ISBN: 2-70-030216-8)
- La France, Paris, Arthaud, (ISBN: 2-70-030469-1)
- La Chine et les chinois, Paris, Arthaud, 1962
- Chambord, Delpire éditeur, 1962
- Le cheveu, ouvrage collectif, Nathan, 1998, (ISBN: 978-2-09-754153-6)
- Genève, Champ Vallon, 1993 (ISBN: 2-90-352835-7)
- Dans la forêt humaine, Robert laffont, 1992 (ISBN: 2-22-102380-3)
- Le gros chène, Robert laffont, 1992 (ISBN: 2-22-102381-1)
- Quartier Latin, la mémoire, La table ronde, 1973, (ISBN: 2-70-030216-8)
- Toffoli ou la force du destin, Hachette, 1979, 123 p, (ISBN: 2-01-006937-4)
- Gescogne, Renaissance du livre, 1999, 128 p (ISBN: 2-80-460275-3)